# Promozione Campania-Molise 1982-1983
Nella stagione 1982-1983 la Promozione era sesto livello del calcio italiano (il massimo livello regionale). Qui vi sono le statistiche relative al campionato in Campania e in Molise.
Il campionato è strutturato in vari gironi all'italiana su base regionale, gestiti dai Comitati Regionali di competenza. Promozioni alla categoria superiore e retrocessioni in quella inferiore non erano sempre omogenee; erano quantificate all'inizio del campionato dal Comitato Regionale secondo le direttive stabilite dalla Lega Nazionale Dilettanti, ma flessibili, in relazione al numero delle società retrocesse dal Campionato Interregionale e perciò, a seconda delle varie situazioni regionali, la fine del campionato poteva avere degli spareggi sia di promozione che di retrocessione.

## Girone A

### Squadre partecipanti
| Club                   | Città (provincia)          | Stadio | Stagione precedente |
| ---------------------- | -------------------------- | ------ | ------------------- |
| U.S. Bojano            | Bojano (CB)                |        |                     |
| A.C. Cancello          | San Felice a Cancello (CE) |        |                     |
| G.S. Casalucese        | Casaluce (CE)              |        |                     |
| A.S. Cellole           | Cellole (CE)               |        |                     |
| Juvenes Frattaminore   | Frattaminore (NA)          |        |                     |
| U.S. Maddalonese       | Maddaloni (CE)             |        |                     |
| A.C. Montesarchio      | Montesarchio (BN)          |        |                     |
| A.C. Mugnano           | Mugnano di Napoli (NA)     |        |                     |
| Pol. Sant'Agata        | Sant'Agata de' Goti (BN)   |        |                     |
| S.S.C. Santantimese    | Sant'Antimo (NA)           |        |                     |
| Sporting Club Aversa   | Aversa (CE)                |        |                     |
| Sporting Club Marano   | Marano di Napoli (NA)      |        |                     |
| Sporting Secondigliano | Napoli                     |        |                     |
| Pol. Succivo           | Succivo (CE)               |        |                     |
| S.S. Torrecuso Riviera | Torrecuso (BN)             |        |                     |
| A.C. Virtus Sessa      | Sessa Aurunca (CE)         |        |                     |

### Classifica finale

La Sarnese, vincitrice del girone C.

|  | Pos. | Squadra                | Pt | G  | V  | N  | P  | GF | GS | DR  |
|  | ---- | ---------------------- | -- | -- | -- | -- | -- | -- | -- | --- |
|  | 1.   | Santantimese           | 44 | 30 | 17 | 10 | 3  | 44 | 19 | +25 |
|  | 2.   | Casalucese             | 40 | 30 | 14 | 12 | 4  | 32 | 22 | +10 |
|  | 3.   | Sporting Secondigliano | 38 | 30 | 16 | 6  | 6  | 34 | 24 | +10 |
|  | 4.   | Torrecuso Riviera      | 37 | 30 | 16 | 5  | 9  | 53 | 33 | +20 |
|  | 5.   | Cellole                | 34 | 30 | 12 | 10 | 8  | 37 | 32 | +5  |
|  | 6.   | Montesarchio           | 32 | 30 | 12 | 8  | 10 | 36 | 33 | +3  |
|  | 7.   | Succivo                | 30 | 30 | 12 | 6  | 12 | 36 | 27 | +9  |
|  | 8.   | Sporting Club Marano   | 27 | 30 | 11 | 5  | 14 | 40 | 45 | -5  |
|  | 9.   | Maddalonese            | 27 | 30 | 8  | 11 | 11 | 21 | 29 | -8  |
|  | 10.  | Sant'Agata             | 26 | 30 | 10 | 6  | 14 | 38 | 44 | -6  |
|  | 11.  | Juvenes Frattaminore   | 26 | 30 | 9  | 8  | 13 | 30 | 36 | -6  |
|  | 12.  | Virtus Sessa           | 26 | 30 | 8  | 10 | 12 | 25 | 33 | -8  |
|  | 13.  | Mugnano                | 26 | 30 | 7  | 12 | 11 | 25 | 32 | -7  |
|  | 14.  | Sporting Club Aversa   | 26 | 30 | 10 | 6  | 14 | 28 | 30 | -2  |
|  | 15.  | Cancello               | 21 | 30 | 7  | 7  | 16 | 27 | 47 | -20 |
|  | 16.  | Bojano                 | 20 | 30 | 4  | 12 | 14 | 19 | 39 | -20 |

## Girone B

### Squadre partecipanti
| Club                              | Città (provincia)           | Stadio | Stagione precedente |
| --------------------------------- | --------------------------- | ------ | ------------------- |
| Pol. Alba Pianura                 | Napoli                      |        |                     |
| Pol. Bruscianese                  | Brusciano (NA)              |        |                     |
| A.C. Caprese                      | Capri (NA)                  |        |                     |
| U.S. Casalnuovo                   | Casalnuovo di Napoli (NA)   |        |                     |
| U.S. Cicciano                     | Cicciano (NA)               |        |                     |
| S.S. Colombo Olimpic San Giovanni | Napoli                      |        |                     |
| A.C. Forio                        | Forio (NA)                  |        |                     |
| U.S. Irpinia                      | Mercogliano (AV)            |        |                     |
| U.S. Mariglianese                 | Marigliano (NA)             |        |                     |
| S.S. Portici                      | Portici (NA)                |        |                     |
| U.S. Puteolana                    | Pozzuoli (NA)               |        |                     |
| Pol. Sanità Rione                 | Napoli                      |        |                     |
| A.S.C. Saviano                    | Saviano (NA)                |        |                     |
| U.S. Scalese                      | San Giuseppe Vesuviano (NA) |        |                     |
| U.P. Sibilla Bacoli               | Bacoli (NA)                 |        |                     |
| A.C. Terzigno                     | Terzigno (NA)               |        |                     |

### Classifica finale
|  | Pos. | Squadra                      | Pt | G  | V  | N  | P  | GF | GS | DR  |
|  | ---- | ---------------------------- | -- | -- | -- | -- | -- | -- | -- | --- |
|  | 1.   | Saviano                      | 42 | 30 | 16 | 10 | 4  | 37 | 21 | +16 |
|  | 2.   | Alba Pianura                 | 40 | 30 | 15 | 10 | 5  | 36 | 24 | +12 |
|  | 3.   | Mariglianese                 | 36 | 30 | 14 | 8  | 8  | 40 | 24 | +16 |
|  | 4.   | Forio                        | 36 | 30 | 10 | 16 | 4  | 33 | 23 | +10 |
|  | 5.   | Casalnuovo                   | 33 | 30 | 11 | 11 | 8  | 38 | 30 | +8  |
|  | 6.   | Cicciano                     | 32 | 30 | 9  | 14 | 7  | 31 | 25 | +6  |
|  | 7.   | Terzigno                     | 32 | 30 | 10 | 12 | 8  | 35 | 32 | +3  |
|  | 8.   | Sanità Rione                 | 31 | 30 | 11 | 9  | 10 | 36 | 37 | -1  |
|  | 9.   | Caprese                      | 30 | 30 | 7  | 16 | 7  | 35 | 26 | +9  |
|  | 10.  | Portici                      | 30 | 30 | 5  | 20 | 5  | 18 | 17 | +1  |
|  | 11.  | Sibilla Bacoli               | 27 | 30 | 10 | 7  | 13 | 28 | 35 | -7  |
|  | 12.  | Bruscianese                  | 24 | 30 | 6  | 12 | 12 | 34 | 39 | -5  |
|  | 13.  | Colombo Olimpic San Giovanni | 24 | 30 | 6  | 12 | 12 | 22 | 41 | -19 |
|  | 14.  | Scalese                      | 22 | 30 | 6  | 10 | 14 | 33 | 50 | -17 |
|  | 15.  | Puteolana                    | 22 | 30 | 5  | 12 | 13 | 28 | 49 | -21 |
|  | 16.  | Irpinia                      | 19 | 30 | 5  | 9  | 16 | 22 | 33 | -11 |

## Girone C

### Squadre partecipanti
| Club                       | Città (provincia)          | Stadio | Stagione precedente |
| -------------------------- | -------------------------- | ------ | ------------------- |
| U.S. Agropoli              | Agropoli (SA)              |        |                     |
| U.S. Battipagliese         | Battipaglia (SA)           |        |                     |
| U.S. Faiano                | Faiano (SA)                |        |                     |
| U.S. Lampara               | Salerno                    |        |                     |
| U.S. Palinuro              | Centola (SA)               |        |                     |
| Pol. Pontecagnano Faiano   | Pontecagnano Faiano (SA)   |        |                     |
| U.S. Poseidon              | Capaccio (SA)              |        |                     |
| G.S. Real Bellizzi         | Bellizzi (SA)              |        |                     |
| S.S. Real Gragnano         | Gragnano (NA)              |        |                     |
| A.C. Santa Maria la Carità | Santa Maria la Carità (NA) |        |                     |
| S.S. Sarnese               | Sarno (SA)                 |        |                     |
| A.P. Scafatese             | Scafati (SA)               |        |                     |
| A.C. Sianese               | Siano (SA)                 |        |                     |
| S.S. Solofra               | Solofra (AV)               |        |                     |
| S.S. Valentino Mazzola     | Ottaviano (NA)             |        |                     |
| U.C. Comunale Vico Equense | Vico Equense (NA)          |        |                     |

### Classifica finale
|  | Pos. | Squadra               | Pt | G  | V  | N  | P  | GF | GS | DR  |
|  | ---- | --------------------- | -- | -- | -- | -- | -- | -- | -- | --- |
|  | 1.   | Sarnese               | 51 | 30 | 23 | 5  | 2  | 49 | 15 | +34 |
|  | 2.   | Battipagliese         | 45 | 30 | 21 | 3  | 6  | 56 | 13 | +43 |
|  | 3.   | Pontecagnano Faiano   | 44 | 30 | 17 | 10 | 3  | 56 | 20 | +36 |
|  | 4.   | Scafatese             | 35 | 30 | 13 | 9  | 8  | 36 | 23 | +13 |
|  | 5.   | Poseidon              | 34 | 30 | 12 | 10 | 8  | 33 | 29 | +4  |
|  | 6.   | Real Gragnano         | 32 | 30 | 12 | 8  | 10 | 40 | 36 | +4  |
|  | 7.   | Agropoli              | 32 | 30 | 12 | 8  | 10 | 33 | 32 | +1  |
|  | 8.   | Solofra               | 30 | 30 | 10 | 10 | 10 | 28 | 31 | -3  |
|  | 9.   | Faiano                | 26 | 30 | 8  | 10 | 12 | 30 | 35 | -5  |
|  | 10.  | Lampara               | 25 | 30 | 8  | 9  | 13 | 37 | 39 | -2  |
|  | 11.  | Valentino Mazzola     | 25 | 30 | 4  | 17 | 9  | 26 | 29 | -3  |
|  | 12.  | Comunale Vico Equense | 25 | 30 | 9  | 7  | 14 | 30 | 35 | -5  |
|  | 13.  | Sianese               | 24 | 30 | 7  | 10 | 13 | 28 | 43 | -15 |
|  | 14.  | Real Bellizzi         | 23 | 30 | 7  | 9  | 14 | 23 | 32 | -9  |
|  | 15.  | Santa Maria la Carità | 15 | 30 | 4  | 7  | 19 | 22 | 73 | -51 |
|  | 16.  | Palinuro              | 14 | 30 | 4  | 6  | 20 | 26 | 68 | -42 |

## Spareggi promozione
Spareggi promozione tra le prime classificate
|  | Pos. | Squadra      | Pt | G | V | N | P | GF | GS | DR |
|  | ---- | ------------ | -- | - | - | - | - | -- | -- | -- |
|  | 1.   | Saviano      | 3  | 2 | 1 | 1 | 0 | 1  | 0  | +1 |
|  | 2.   | Sarnese      | 2  | 2 | 1 | 0 | 1 | 1  | 1  | 0  |
|  | 3.   | Santantimese | 0  | 2 | 0 | 1 | 1 | 0  | 1  | -1 |

| Torre del Greco ??? 1983 | Santantimese                | 0 – 0 | Saviano | Stadio Amerigo Liguori (2500 spett.)\| Arbitro: \| Marcello Cardona di Sondrio \| |
| Arbitro:                 | Marcello Cardona di Sondrio |       |         |                                                                                   |

| Arbitro: | Destro di Novi Ligure |

|            |           |  |
| Panico 42’ | Marcatori |  |

| Torre del Greco ??? 1983 | Sarnese | 1 – 0 | Santantimese | Stadio Amerigo Liguori |

### Verdetti finali
- Saviano e Sarnese sono promosse al Campionato Interregionale 1983-84.